# Ferrarisia quercina
Ferrarisia quercina är en svampart som beskrevs av S.K. Bose & E. Müll. 1964. Ferrarisia quercina ingår i släktet Ferrarisia och familjen Parmulariaceae.   Inga underarter finns listade i Catalogue of Life.